# ديفيد كونينغهام (ملحن)
ديفيد كونينغهام (بالإنجليزية: David McEnery) هو عازف قيثارة ومغني وملحن وكاتب أغاني أمريكي، ولد في 15 ديسمبر 1914 في سان أنطونيو في الولايات المتحدة، وتوفي في 15 يناير 2002.

## وصلات خارجية
- ديفيد كونينغهام على موقع IMDb (الإنجليزية)
- ديفيد كونينغهام على موقع ميوزك برينز (الإنجليزية)
- ديفيد كونينغهام على موقع ديسكوغز (الإنجليزية)
- ديفيد كونينغهام على موقع ديسكوغز (الإنجليزية)
- ديفيد كونينغهام على موقع ديسكوغز (الإنجليزية)
- ديفيد كونينغهام على موقع قاعدة بيانات الفيلم (الإنجليزية)